# Katin (Smolensk)
|  | Per a altres significats, vegeu «Katin». |

Katin o Kàtiny - (rus: Катынь - polonès Katyń) - és un poble de l'óblast de Smolensk, a Rússia. És a 18 km de Smolensk, la capital de la província. La vila és coneguda per estar prop del bosc on hi va haver la massacre de Katin.

## Història
El bosc de Katin fou conegut durant l'època de la Unió Soviètica com el lloc d'una matança quan l'abril del 1943 els nazis anunciaren que havien descobert unes fosses comunes on hi havia 8.000 oficials polonesos que havien estat fets presoners de guerra durant la invasió soviètica de Polònia el 1939 i havien estat assassinats entre l'abril i el maig del 1940 pels soviètics, de la mateixa manera que les massacres de Khàrkov i de Kalinin, per ordre directa del Comitè Central del Partit Comunista de la Unió Soviètica, intentant eliminar així la major part dels oficials de l'exèrcit polonès. A Oświęcim (Auschwitz) hi ha exposades unes còpies de les actes de la reunió en què es prengué la decisió de la massacre. Les fosses s'amagaren mitjançant la plantació d'arbres, mentre que tot de documents desclassificats indicarien que els governs estatunidenc i anglès coneixien els fets, i decidiren no difondre'n la informació.
Els nazis feren venir la Creu Roja Internacional per visitar el lloc, i es confirmà que les fosses contenien els cadàvers d'oficials polonesos. El govern soviètic digué que els nazis havien fabricat aquell descobriment, intentant acusar-ne els militars alemanys per evitar conflictes amb els aliats occidentals, sobretot amb el Primer Ministre del Govern polonès a l'exili i Comandant Cap de les Forces Armades Poloneses, el general Władysław Sikorski. Els altres governs aliats, per raons diplomàtiques, acceptaren formalment l'excusa soviètica, però el Govern de Polònia a l'exili rebutjà fer-ho. Stalin endurí llavors les relacions amb el Govern polonès a l'exili.
En total hi hagué 22.000 ciutadans polonesos, molts d'ells sacerdots i intel·lectuals, els que foren assassinats en la massacre de Katin.
Les víctimes eren sobretot ciutadans importants de l'estat polonès: oficials de les Forces Armades Poloneses i de policia, funcionaris de l'administració pública i representants de l'elit intel·lectual i cultural del país. Hi moriren enterrats en tombes massives en almenys cinc llocs dins del territori de la Unió Soviètica. Els presoners de tres camps especials del NKVD foren transportats en tren durant l'abril i el maig del 1940 als llocs d'execució: Katin (camp de Kozielsk), Kalinin (camp d'Ostaixkov) i Khàrkov (camp de Starobielsk). Els assassinats a Kalinin foren enterrats a Miednoje.